# Кларк, Гарри (футболист)
Харрисон Томас Кларк (англ. Harrison Thomas Clarke; род. 2 марта 2001, Ипсуич) — английский футболист, защитник клуба «Ипсвич Таун», на правах аренды выступающий за «Шеффилд Юнайтед».

## Клубная карьера
Кларк — воспитанник клубов Брантэм Атлетик, «Ипсвич Таун» и лондонского «Арсенала». В августе 2018 года подписал первый профессиональный контракт с последними.
В 2020 году на правах аренды перешёл в «Олдем Атлетик». 20 октября в матче против «Карлайл Юнайтед» Гарри дебютировал за клуб в английской Лиге 2. 3 ноября в домашнем поединке против «Челтнем Таун» он забил свой первый гол за «латикс». В январе 2021 года, клуб продлил аренду игрока до конца сезона.
Летом 2021 года, Кларк был арендован шотландским «Росс Каунти». 8 августа против «Хиберниана» Гарри дебютировал в шотландском Премьершипе. 22 августа в проигранном поединке против «Рейнджерс» отметился первым голом за клуб. 27 ноября против «Данди Юнайтед» был удалён с поля за две жёлтые карточки.
6 января 2022 года на правах аренды до конца сезона перешёл в шотландский «Хиберниан» Пропустив несколько недель из-за травмы, Кларк дебютировал за клуб в ничье против «Данди Юнайтед». Аренда должна была составить 18 месяцев, но «Арсенала» разорвал соглашение летом того же года.
Спустя несколько дней после расторжения аренды, Гарри был арендован «Сток Сити». 30 июля против «Миллуола» он дебютировал в Чемпионшипе. 6 августа в поединке против «Блэкпула» Кларк забил первый гол за «Сток Сити».
В январе 2023 года, Кларк за неизвестную сумму стал игроком «Ипсвич Таун». 21 января против «Оксфорд Юнайтед» он дебютировал за новый клуб. 23 сентября в матче против «Блэкберн Роверс» Гарри забил первый гол за новый клуб. По итогам сезона Чемпионшипа, «Ипсвич Таун» впервые за 22 года вышел в английскую Премьер-лигу.